# Cantone di Saint-Fargeau
Il Cantone di Saint-Fargeau era una divisione amministrativa dell'arrondissement di Auxerre.
È stato soppresso a seguito della riforma complessiva dei cantoni del 2014, che è entrata in vigore con le elezioni dipartimentali del 2015.
Comprendeva i comuni di:
- Lavau
- Mézilles
- Ronchères
- Saint-Fargeau
- Saint-Martin-des-Champs